# Grzegorz Rasiak
Grzegorz Rasiak, poljski nogometaš, * 12. januar 1979, Szczecin, Poljska.
Rasiak je nekdanji nogometni napadalec in član poljske nogometne reprezentance.